# 梅田湖镇
梅田湖镇，中华人民共和国湖南省岳阳市华容县下属的一个镇，位于华容县华容县西部。

## 建制沿革
- 1956年，设梅田乡；
- 1958年，属东风公社；
- 1958年，改名操军公社；
- 1961年，设梅田公社；
- 1984年，改置梅田湖镇。

## 行政区划
梅田湖镇下辖1个居委会与12个行政村：
- 梅田居委会
- 湘华村、梅田村、友谊村、北豆口村、告丰村、一言台村、仁义村、保卫村、扇子拐村、金鸡村、长福村、东福村
- 祠堂湖渔场、福明湖渔场、薛家当渔场